# Gloria Henry
Gloria Henry, nata Gloria Eileen McEniry (New Orleans, 2 aprile 1933 – Los Angeles, 3 aprile 2021), è stata un'attrice statunitense.

## Filmografia parziale

### Cinema
- Keeper of the Bees, regia di John Sturges (1947)
- Adventures in Silverado, regia di Phil Karlson (1948)
- The Strawberry Roan, regia di John English (1948)
- Law of the Barbary Coast, regia di Lew Landers (1949)
- I morti non parlano (Johnny Allegro), regia di Ted Tetzlaff (1949)
- Segretaria tutto fare (Miss Grant Takes Richmond), regia di Lloyd Bacon (1949)
- Feudin' Rhythm, regia di Edward Bernds (1949)
- Riders in the Sky, regia di John English (1949)
- Kill the Umpire, regia di Lloyd Bacon (1950)
- Lightning Guns, regia di Fred F. Sears (1950)
- I quattro cavalieri dell'Oklahoma (Al Jennings of Oklahoma), regia di Ray Nazarro (1951)
- Rancho Notorious, regia di Fritz Lang (1952)
- Hot News, regia di Edward Bernds (1953)
- Solo contro i gangster (Gang War), regia di Gene Fowler Jr. (1958)
- Galeotti sul pianeta Terra (Doin' Time on Planet Earth), regia di Charles Matthau (1988)
- Romantica Jeana (Her Minor Thing), regia di Charles Matthau (2005)

### Televisione
- The Files of Jeffrey Jones – serie TV, 15 episodi (1952)
- La mia piccola Margie (My Little Margie) – serie TV, 3 episodi (1953)
- Mr. & Mrs. North – serie TV, 3 episodi (1953-1954)
- Gianni e Pinotto (The Abbott and Costello Show) – serie TV, episodio 2x21 (1954)
- TV Reader's Digest – serie TV, episodio 2x21 (1956)
- Navy Log – serie TV, episodio 2x28 (1957)
- Perry Mason – serie TV, un episodio (1957)
- Rescue 8 – serie TV, episodio 1x06 (1958)
- L'uomo ombra (The Thin Man) – serie TV, episodio 2x29 (1959)
- Dennis the Menace – serie TV, 146 episodi (1959-1963)
- Dallas – serie TV, 2 episodi (1989-1990)
- Fascino letale (Her Wicked Ways) – film TV (1991)